# Lijst van voetbalinterlands Indonesië - Taiwan
Deze lijst van voetbalinterlands is een overzicht van alle officiële voetbalwedstrijden tussen de nationale teams van Indonesië en Taiwan (Chinees Taipei). De landen hebben tot op heden dertien keer tegen elkaar gespeeld. De eerste ontmoeting,  een wedstrijd tijdens de Aziatische Spelen 1954, werd gespeeld in Manilla (Filipijnen) op 7 mei 1954. De laatste confrontatie, een kwalificatiewedstrijd voor de Azië Cup 2023, vond plaats op 11 oktober 2021 in Buriram (Thailand).

## Wedstrijden
| №  | Plaats       | Datum            | Competitie                 | Wedstrijd                  | Uitslag |
| -- | ------------ | ---------------- | -------------------------- | -------------------------- | ------- |
| 1  | Manilla      | 7 mei 1954       | Aziatische Spelen 1954     | Taiwan − Indonesië         | 4 − 2   |
| 2  | Tokio        | 31 mei 1958      | Aziatische Spelen 1958     | Taiwan − Indonesië         | 1 − 0   |
| 3  | Bangkok      | 14 december 1966 | Vriendschappelijk          | Indonesië − Taiwan         | 3 − 1   |
| 4  | Taipei       | 3 augustus 1967  | Azië Cup 1968 kwalificatie | Taiwan − Indonesië         | 3 − 2   |
| 5  | Kuala Lumpur | 15 augustus 1967 | Vriendschappelijk          | Taiwan − Indonesië         | 1 − 2   |
| 6  | Kuala Lumpur | 11 augustus 1968 | Vriendschappelijk          | Chinees Taipei − Indonesië | 1 − 10  |
| 7  | Kuala Lumpur | 20 augustus 1971 | Vriendschappelijk          | Chinees Taipei − Indonesië | 0 − 1   |
| 8  | Jakarta      | 15 juni 1981     | WK 1982 kwalificatie       | Indonesië − Chinees Taipei | 1 − 0   |
| 9  | Taipei       | 28 juni 1981     | WK 1982 kwalificatie       | Chinees Taipei − Indonesië | 2 − 0   |
| 10 | Jakarta      | 30 augustus 2000 | Vriendschappelijk          | Indonesië − Chinees Taipei | 1 − 0   |
| 11 | Palembang    | 24 november 2010 | Vriendschappelijk          | Indonesië − Chinees Taipei | 2 − 0   |
| 12 | Buriram      | 7 oktober 2021   | Azië Cup 2023 kwalificatie | Indonesië − Chinees Taipei | 2 − 1   |
| 13 | Buriram      | 11 oktober 2021  | Azië Cup 2023 kwalificatie | Chinees Taipei − Indonesië | 0 − 3   |

## Samenvatting
| Competitie            | Totaal gespeeld | Winst Indonesië | Gelijk | Winst Chinees Taipei | Doelsaldo Indonesië – Chinees Taipei |
| --------------------- | --------------- | --------------- | ------ | -------------------- | ------------------------------------ |
| WK-kwalificatie       | 2               | 1               | 0      | 1                    | 1 − 2                                |
| Azië Cup-kwalificatie | 3               | 2               | 0      | 1                    | 7 − 4                                |
| Aziatische Spelen     | 2               | 0               | 0      | 2                    | 2 − 5                                |
| Vriendschappelijk     | 6               | 6               | 0      | 0                    | 19 − 3                               |
| Totaal                | 13              | 9               | 0      | 4                    | 29 − 14                              |

PSSI · 
Indonesisch vrouwenelftal
WK 1938
OS 1956
Afghanistan ·
Andorra ·
Argentinië ·
Australië ·
Bahrein ·
Bangladesh ·
Bhutan ·
Bosnië en Herzegovina ·
Brunei ·
Bulgarije ·
Burundi ·
Cambodja ·
Canada ·
China ·
Cuba ·
Curaçao ·
DDR ·
Denemarken ·
Dominicaanse Republiek ·
Egypte ·
Estland ·
Fiji ·
Filipijnen ·
Ghana ·
Guinee ·
Guyana ·
Hongarije ·
Hongkong ·
India ·
Irak ·
Iran ·
Jamaica ·
Japan ·
Jemen ·
Joegoslavië ·
Jordanië ·
Kameroen ·
Kenia ·
Kirgizië ·
Koeweit ·
Kroatië ·
Laos ·
Liberia ·
Libië ·
Liechtenstein ·
Litouwen ·
Malediven ·
Maleisië ·
Malta ·
Marokko ·
Mauritius ·
Moldavië ·
Myanmar ·
Nederland ·
Nepal ·
Nieuw-Zeeland ·
Nigeria ·
Noord-Korea ·
Oezbekistan ·
Oman ·
Oost-Timor ·
Pakistan ·
Palestina ·
Papoea-Nieuw-Guinea ·
Paraguay ·
Puerto Rico ·
Qatar ·
Saoedi-Arabië ·
Senegal ·
Singapore ·
Sri Lanka ·
Syrië ·
Taiwan ·
Tanzania ·
Thailand ·
Turkmenistan ·
Uruguay ·
Vanuatu ·
Verenigde Arabische Emiraten ·
Vietnam ·
Zimbabwe ·
Zuid-Jemen ·
Zuid-Korea ·
Zuid-Vietnam
CTFA ·
Bondscoaches ·
vrouwenvoetbalelftal ·
Topscorers
Afghanistan ·
Australië ·
Bahrein ·
Bangladesh ·
Brunei ·
Cambodja ·
Fiji ·
Filipijnen ·
Grenada ·
Guam ·
Hongkong ·
India ·
Indonesië ·
Irak ·
Iran ·
Israël ·
Japan ·
Jordanië ·
Kenia ·
Kirgizië ·
Koeweit ·
Laos ·
Macau ·
Maleisië ·
Mongolië ·
Myanmar ·
Nepal ·
Nieuw-Zeeland ·
Noord-Korea ·
Oezbekistan ·
Oman ·
Oost-Timor ·
Pakistan ·
Palestina ·
Panama ·
Saint Kitts en Nevis ·
Salomonseilanden ·
Saoedi-Arabië ·
Singapore ·
Sri Lanka ·
Syrië ·
Thailand ·
Trinidad en Tobago ·
Turkmenistan ·
Vietnam ·
Zuid-Korea ·
Zuid-Vietnam